# Студёный (Саратовская область)
Студёный — посёлок Петровского района Саратовской области. Входит в состав Березовского муниципального образования.

## История
В 1963 году указом Президиума Верховного Совета РСФСР посёлок Коптевка переименован в Студёный.

## Население
| 2002 | 2010 |
| ---- | ---- |
| 597  | ↘550 |